# Acanthemblemaria cubana
Acanthemblemaria cubana är en fiskart som beskrevs av Garrido och Varela 2008. Acanthemblemaria cubana ingår i släktet Acanthemblemaria och familjen Chaenopsidae. Inga underarter finns listade i Catalogue of Life.